# Mięsień C4
Mięsień C4, mięsień 110, mięsień 5 – mięsień występujący w prosomie skorpionów.
Jeden z zewnętrznych mięśni szczękoczułkowych. Mięsień ten bierze swój początek na przedniej części karapaksu, a kończy się, zaczepiając na przedniej części środkowej krawędzi protomerytu.